# Gertrude Grob-Prandl
Gertrude Grob-Prandl (* 11. November 1917 in Wien; † 16. Mai 1995 ebenda) war eine österreichische Opernsängerin (Sopran).

## Leben
Gertrude Grob-Prandl studierte an der Wiener Musikakademie bei Singer. Sie debütierte 1939 an der Wiener Volksoper, an der sie sechs Jahre lang blieb, als Santuzza in Cavalleria rusticana. Von 1945 bis 1947 war sie am Stadttheater in Zürich verpflichtet. 1947 wurde sie an die Wiener Staatsoper berufen, an der sie bis 1964 engagiert war und große Erfolge hatte. Die Künstlerin gastierte an der Mailänder Scala, an der Oper von Rom, am Teatro San Carlo in Neapel, am Royal Opera House in London, am Teatro Colón in Buenos Aires und am Gran Teatre del Liceu von Barcelona. 1949 absolvierte sie ein Gastspiel bei den Festspielen in Salzburg als 1. Dame in der Zauberflöte. Seit 1954 war sie als erste Sopranistin an der Berliner Staatsoper tätig, blieb aber durch einen Gastspielvertrag mit der Staatsoper von Wien verbunden. 1953 sang sie an der Oper von San Francisco, 1954 in der Arena von Verona. Von 1961 bis 1964  war sie an der Staatsoper Hamburg mit einem Gastspielvertrag engagiert.
Sie verfügte über eine voluminöse dramatische Sopranstimme, zumal im Wagner-Repertoire geschätzt. Auf Nixa sang sie die Donna Anna in einer vollständigen Aufnahme des Don Giovanni, auf Remington die Titelrolle in Turandot, dazu eine Platte mit Arien auf Cetra und unter dem gleichen Etikett die Isolde im Tristan als Partnerin von Max Lorenz.
Gertrude Grob-Prandl starb am 16. Mai 1995 in Wien und wurde auf dem Döblinger Friedhof (13-1-2) beigesetzt.

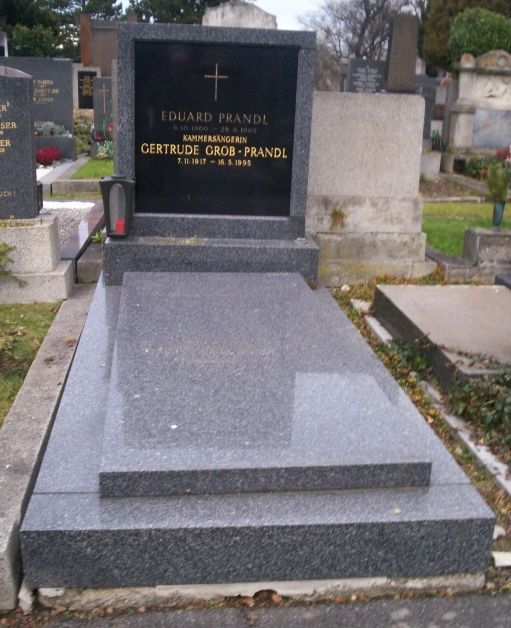
Grabstätte Gertrude Grob-Prandl auf dem Döblinger Friedhof

## Oper
- 1955: Ludwig van Beethoven: Fidelio (Leonore) – Regie: Erich-Alexander Winds (Deutsche Staatsoper Berlin)
- 1956: Richard Wagner: Tristan und Isolde (Isolde) – Regie: Erich Witte (Deutsche Staatsoper Berlin)
- 1956: Giuseppe Verdi: Aida (Aida) – Regie: Erich-Alexander Winds (Deutsche Staatsoper Berlin)
- 1956: Richard Wagner: Die Walküre (Brünnhilde) – Regie: Erich Witte (Deutsche Staatsoper Berlin)
- 1957: Richard Wagner: Siegfried (Brünnhilde) – Regie: Erich Witte (Deutsche Staatsoper Berlin)

## Auszeichnungen
- 1952: Verleihung des Berufstitels Österreichische Kammersängerin